# God's Equation
God's Equation är det fjärde studioalbumet av det norska progressiv metal-bandet Pagan's Mind, utgivet 2007 av skivbolaget  LMP.

## Låtförteckning
1. "The Conception" (instrumental) − 2:03
2. "God's Equation" − 7:57
3. "United Alliance" − 5:04
4. "Atomic Firelight" − 5:19
5. "Hallo Spaceboy" (David Bowie-cover) − 5:30
6. "Evolution Exceed" − 6:08
7. "Alien Kamikaze" − 4:37
8. "Painted Skies" − 6:33
9. "Spirit Starcruiser" − 6:02
10. "Farewell" (instrumental) − 2:10
11. "Osiris' Triumphant Return" − 8:45

- Text och musik: Pagan's Mind (utan spår 5 som är skriven av David Bowie/Brian Eno)

## Medverkande
Musiker (Pagan's Mind-medlemmar)
- Nils K. Rue (Nils Kvåle Rue) – sång
- Jørn Viggo Lofstad – gitarr
- Steinar Krokmo – basgitarr, bakgrundssång
- Ronny Tegner – keyboard, bakgrundssång
- Stian Kristoffersen – trummor, bakgrundssång

Bidragande musiker
- Espen Mjøen – bakgrundssång
- Kör (spår 11) – Bernt Oterholt, Caroline Kristoffersen, Cecilie Bjørnback, Siri Kristoffersen, Bente Aanesen, Bibbi Eide, Markus Oterholt, Marita Eide, Malin Guttormsen, Linn Therese Høyseth, Bente Thoresen, Hilde Thoresen Myhra, Silje Flatin, Mari Sørum Juva, Hege Pedersen, Olav Sørli, Kenneth Mori, Kjetil Steien, Erik Steien, Sigurd Håkon Øyvang, Robin Ognedal, Atle Pedersen, Steinar Jeffs, Joachim Strøm, Ole Aleksander Wagenius, John Reiersen, Anders Nilsen

Produktion
- Pagan's Mind – producent
- Espen Mjøen – ljudtekniker
- Øyvind Eriksen – ljudtekniker
- Per Sælør – ljudtekniker
- Stefan Glaumann – ljudmix
- Jacob Torgander – redigering
- Morten Lund – mastering
- Tommy Hansen – mastering
- Nils K. Rue – omslagsdesign, omslagskonst, logo
- Thomas Ewerhard – omslagsdesign
- Per Stian Johnsen – omslagskonst, foto
- Thomas Fjelldalen – foto